# Hoolock tianxing
Vượn Thiên hành (Danh pháp khoa học: Hoolock tianxing) là một loài vượn trong họ Hylobatidae, đây là loài vượn mới được các nhà khoa học phát hiện tại khu vực rừng ở Tây Nam Trung Quốc vào năm 2017. Chúng là một trong ba loài của chi vượn Hoolock

## Tên gọi
Chúng có tên gọi là "Skywalker hoolock" hay vượn Skywalker theo tên nhân vật Luke Skywalker vì nhóm chuyên gia phát hiện ra loài vượn này rất hâm mộ bộ phim Star Wars (Chiến tranh giữa các vì sao) nên đặt tên cho loài mới là "Skywalker hoolock". Cái tên này cũng có chung ý nghĩa với tên khoa học bằng Hán tự là "Hoolock tianxing" với nghĩa là "Sự chuyển động của thiên đường", trong đó Tian (chữ Hán: 天, bính âm: tiān, phiên âm: thiên) có nghĩa là trời, còn xing (行/xíng, hành) có nghĩa là di chuyển, chuyển động như vậy đây là vượn Thiên hành.

## Phát hiện
Trong khu vực phát hiện ra loài này, rất nhiều loài động vật đã bị suy giảm số lượng hoặc tuyệt chủng do mất môi trường sống, săn bắn và sự gia tăng dân số. Việc phát hiện ra một loài vượn đặc biệt và quý hiếm sinh sống ở một cánh rừng nhiệt đới Trung Quốc là một phát hiện quan trọng. Đặc biệt hơn, đây còn là một loài mới mà khoa học chưa hề biết đến, một nhóm nghiên cứu đã phải leo 2.500m mới tìm thấy nơi sinh sống của loài này ở Khu bảo tồn thiên nhiên Gaoligongshan do phía dưới cây cối đều đã bị đốn hạ.
Nhóm nghiên cứu, do ông Phan Bành Phi (Đại học Tôn Trung Sơn, Trung Quốc) làm trưởng nhóm, ban đầu chỉ nghi ngờ rằng loài vượn họ đang nghiên cứu tại Khu bảo tồn thiên nhiên Gaoliongshan (Vân Nam) có thể là một loài mới do có một số khác biệt nhỏ về đặc điểm nhận dạng khuôn mặt như lông mày trắng và râu. Ngoài ra, loài vượn còn nổi tiếng với việc dùng tiếng kêu để đánh dấu lãnh thổ, đây cũng là một khác biệt đáng lưu ý.
Một bản so sánh tổng thể về gen và thể trạng của loài này với các loài khác đã khắng định Skywalker là một loài hoàn toàn mới. Các nhà khoa học đã chứng minh được đây là loài hoàn toàn mới cho khoa học. Đến nay, ước tính có khoảng 200 con vượn Skywalker đang sống tại Trung Quốc và có khả năng được được loài này tại một số quốc gia láng giềng Myanmar. Tuy nhiên vì vấn đề mất môi trường sống, phân tách quần thể nên các nhà khoa học cho rằng loài vượn này nên được xếp vào loài có nguy cơ tuyệt chủng.